# Jan Václav Novák (literární historik)
Jan Václav Novák (21. prosince 1853 Račice nad Trotinou – 30. dubna 1920 Královské Vinohrady) byl český středoškolský profesor, literární historik (komeniolog) a překladatel, editor spisů J. A. Komenského.

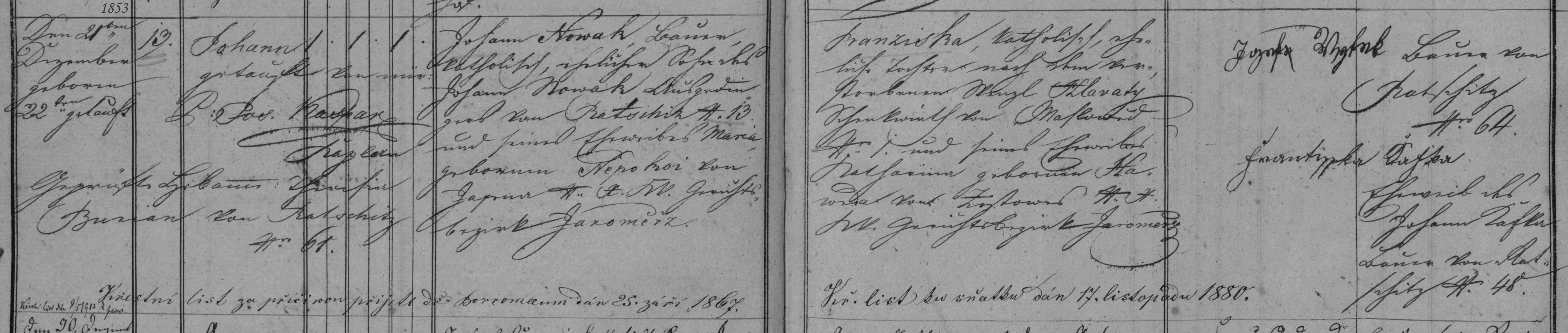
matriční zápis o narození a křtu Jana Václava Nováka (matrika N 1838–1881 Račice nad Trotinou (SOA Zámrsk))

## Život
Narodil se v rodině rolníka Jana Nováka a jeho manželky Františky, rozené Hlavaté.
Dne 14. února 1881 se v Olomouci oženil s Elenonorou Kašlíkovou (1861–??), se kterou měl syna Vladimíra.
Byl profesorem reálného gymnázia v Křemencově ulici v Praze. Pohřben byl na vyšehradském Slavíně.